# Oudelandshoek
Oudelandshoek is een nieuwbouwwijk in het noordoosten van de stad Dordrecht, in de Nederlandse provincie Zuid-Holland. De wijk is een onderdeel van de Stadspolders (de verzamelnaam voor de oostelijke wijken van Dordrecht) en grenst aan de N3 en de wijken Vissershoek, De Staart en Dubbeldam. Oudelandshoek ligt ten westen van de Loswalweg. De wijk werd in de jaren negentig van de twintigste eeuw gebouwd. Voordat de wijk werd gebouwd waren er op de plek polders.

## Verkeer
Door Oudelandshoek loopt een weg die dient als hoofdader voor het verkeer, de Chico Mendesring. Aan de Chico Mendesring zijn ook alle bushaltes te vinden. Er rijdt een buslijn door de wijk: de lijn Stadspolders - Crabbehof. Bij het winkelcentrum is een treinstation aanwezig: station Dordrecht Stadspolders.

## De Bieshof
De Bieshof is het winkelcentrum van Oudelandshoek en de naastgelegen wijk Vissershoek. Bij de Bieshof zijn naast een winkelcentrum ook een restaurant, een vrijgemaakt gereformeerde kerk en een PKN kerk, een buurttheater en een gezondheidscentrum met apotheek te vinden. Naast de Bieshof ligt een van de grootste speeltuinen van Dordrecht: Speeltuin Stadspolders. In deze speeltuin, die geheel door vrijwilligers verzorgd wordt, worden in de winterperiode ook binnen-activiteiten gehouden, zoals crea-middagen en kinderdisco.
Bij winkelcentrum de Bieshof staat sinds 2000 een van Nederlands' hoogste woontorens: de Sequoia. Deze woontoren telt 23 verdiepingen, de functionele hoogte bedraagt 71 meter en daar komt nog 4 meter bij vanwege de bakstenen lifttorens. Woontoren Sequoia is in totaal 75 meter hoog en daarmee tevens het hoogste gebouw op het Eiland van Dordrecht, namelijk 2 meter hoger dan de toren van de Grote Kerk van Dordrecht die eeuwenlang het hoogste gebouw van Dordrecht was.

## Stratenindeling
De straten in Oudelandshoek zijn verdeeld in 'blokken'. Een blok huizen, gelegen naast hoofdweg Chico Mendesring, heeft een bepaalde straatnaam. De straten zijn voornamelijk vernoemd naar rivieren of houtsoorten uit de Tropen. De houtsoorten: Iroko, Meranti, Balsa, Mahonie, Merbau, Palissander, Makoré en Azobé. De rivieren: Colorado, Rio Branco, Amazone en Marowijne.

## De Biezenlanden
In het noordoosten van de wijk werden tussen 1999 en 2001 50 woningen voor het project De Biezenlanden gebouwd. De woningen bleken echter direct rijp voor de sloop door meerdere gebreken. Eind 2003 werden de 50 woningen gesloopt. In 2008 verrezen 40 nieuwe woningen op de plek van De biezenlanden.